# Neduba extincta
Neduba extincta is een rechtvleugelig insect uit de familie sabelsprinkhanen (Tettigoniidae). De wetenschappelijke naam van deze soort is voor het eerst geldig gepubliceerd in 1977 door Rentz.
1. ↑  (en) Neduba extincta op de IUCN Red List of Threatened Species.